# Батурин, Юрий Ефремович
Юрий Ефремович Батурин — советский и российский нефтяник, лауреат Государственной премии Российской Федерации 2016 года (2017).

## Биография
Родился 3 марта 1936 г. в с. Александровка Благовещенского района Башкирской АССР.
Окончил МИНХиГП им. И. М. Губкина (1959), несколько месяцев работал оператором по добыче нефти на Елабужском укрупненном нефтепромысле (Татсовнархоз).
С августа 1959 г. — в Татарском научно-исследовательском институте нефтяной промышленности (будущий ТатНИПИнефть) (г. Бугульма): инженер, младший, старший научный сотрудник, руководитель сектора.
В 1966-1967 гг. — заведующий лабораторией моделирования разработки нефтегазовых месторождений «Гипротюменнефтегаза».
В 1967-1971 гг. — главный инженер по разработке нефтяных месторождений в фирме «Сонатрак» (Алжир).
В 1971-1975 гг. в «Гипротюменнефтегазе» в своей прежней должности заведующего лабораторией проектирования разработки нефтяных месторождений.
В 1975-1993 гг. — заведующий отделом, заместитель директора по совершенствованию систем и технологий разработки нефтегазовых месторождений Сибирского НИИ нефтяной промышленности (Тюмень).
В 1993-2012 гг. — директор Тюменского отделения СургутНИПИнефть ПАО «Сургутнефтегаз».
С 2012 по 2019 гг. — советник главного геолога - заместителя генерального директора ПАО «Сургутнефтегаз».
Доктор технических наук (1989). Профессор (1991). Действительный член РАЕН. Преподавал в Тюменском индустриальном университете (бывш. ТюмГНГУ).
Юрий Ефремович также долгое время являлся членом Центральной Комиссии по разработке месторождений УВС, возглавлял Территориальное Отделение комиссии по ХМАО-Югре.
Лауреат Государственной премии Российской Федерации в области науки и технологий 2016 года (2017). Отличник нефтяной промышленности (1974), почетный нефтяник (1986), заслуженный работник нефтяной и газовой промышленности РСФСР (1987). Награждён орденом «Знак Почёта» (1975), медалями.
Создал научные основы проектирования и реализации систем разработки нефтегазовых месторождений разного геологического строения; разработал методику, программы, автоматизированную систему проектирования разработки нефтегазовых месторождений «Техсхема», автоматизированную систему проектирования экономики «АСПЭК», эффективные технологии извлечения нефти из залежей, в т.ч. с трудноизвлекаемыми запасами. В соответствии с его разработками запроектированы все месторождения Западной Сибири, что помогло проводить извлечение нефти из месторождений региона с высокой технико-экономической эффективностью. По его способам разработки добывается примерно 30% извлекаемой из недр региона нефти. Под его руководством выполнено более 200 проектных работ по разработке месторождений России (Лянторское, Самотлорское, Федоровское и др.) и Алжира. Имеет 66 авторских свидетельств и патентов на изобретения. Автор более 290 печатных работ.
Именем Ю.Е. Батурина названо нефтяное месторождение в Октябрьском районе ХМАО-Югры.
Умер 22 апреля 2019 года. Похоронен на Ваганьковском кладбище в городе Москве.